# Cordulegaster vanbrinkae
Cordulegaster vanbrinkae é uma espécie de libelinha da família Cordulegastridae.
É endémica do Irão.
Os seus habitats naturais são: rios.